# Gyachung Kang
Gyachung Kang es una montaña que se eleva 7.952 m en el Mahalangur Himal, una subdivisión de la cordillera del Himalaya, y es el pico más alto entre el Cho Oyu (8.201 m) y el monte Everest (8.848 m). Se encuentra en la frontera entre Nepal y el Tíbet (China). Es la decimoquinta cumbre más alta del mundo, también es el pico más alto que no es uno de los que pasan ocho mil metros (las llamadas Ochomiles); por lo tanto, es mucho menos conocido que el más bajo de los de los que pasan ocho mil, que son sólo unos 100 m (328 pies) superiores.
La montaña fue escalada el 10 de abril de 1964 por Y. Kato, K. Sakaizawa y Pasang Phutar y al día siguiente por el Sr. K. y K. Yasuhisa Machida.
La cara norte fue escalada en 1999 por una expedición eslovena y se repitió por Yasushi Yamanoi en 2002.